# Малікова Інна Юріївна
Малікова Інна Юріївна (рос. Маликова Инна Юрьевна; нар. 1 січня 1977 року, Москва, СРСР) — російська співачка.

## Дискографія
- Кто был прав? (2000)
- Кофе и шоколад (2005)
- Инна Маликова & Самоцветы New (2009)
- Вся жизнь впереди (2014)
- 12 (2018)
- Зима (2018)